# بيلار كول
بيلار كول (بالإسبانية: Pilar Coll)‏ هي محامية إسبانية، ولدت في 30 يناير 1929 في Fonz, Huesca ‏ في إسبانيا، وتوفيت في 15 سبتمبر 2012.